# Фадер, Фернандо
Фернандо Фадер (исп. Fernando Fader; 11 апреля 1882, Бордо, Франция — 28 февраля 1935, Кордова, Аргентина) — аргентинский художник, родившийся во Франции, главный последователь немецкого импрессионизма в своей стране.

## Биография
Фернандо Фадер родился в Бордо, во Франции. В 1884 году его отец переезжает вместе с семьей в Аргентину, в город Мендоса. Пять лет спустя Фернандо возвращается во Францию, где учится в начальной школе, а затем оканчивает реальное училище в Германии. В 1900 году поступает в Мюнхенскую академию художеств, где окончательно определяет свою будущую профессию. В 1906 году представляет публике свои первые работы. Его картины о природе заслужили большое уважение среди критиков. Его главным вдохновением была природа провинции Мендоса, расположенной рядом с величественными Андами. Из-за банкротства семьи и проблем со здоровьем он был вынужден сменить место жительства и переехать в город Кордова, где и прожил свои последние дни, полностью отдаваясь живописи.

## Галерея

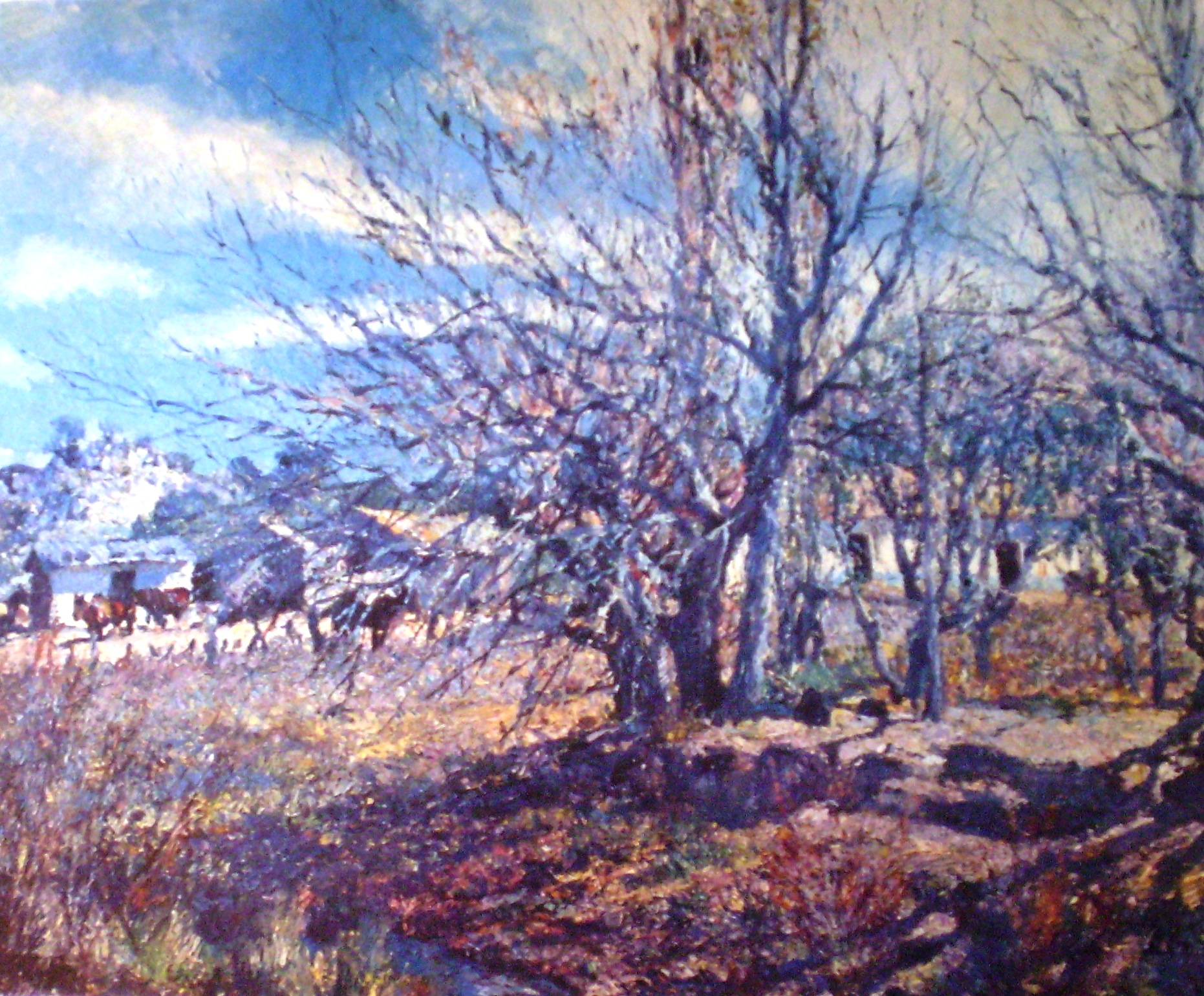
Отступление зимы, 1918
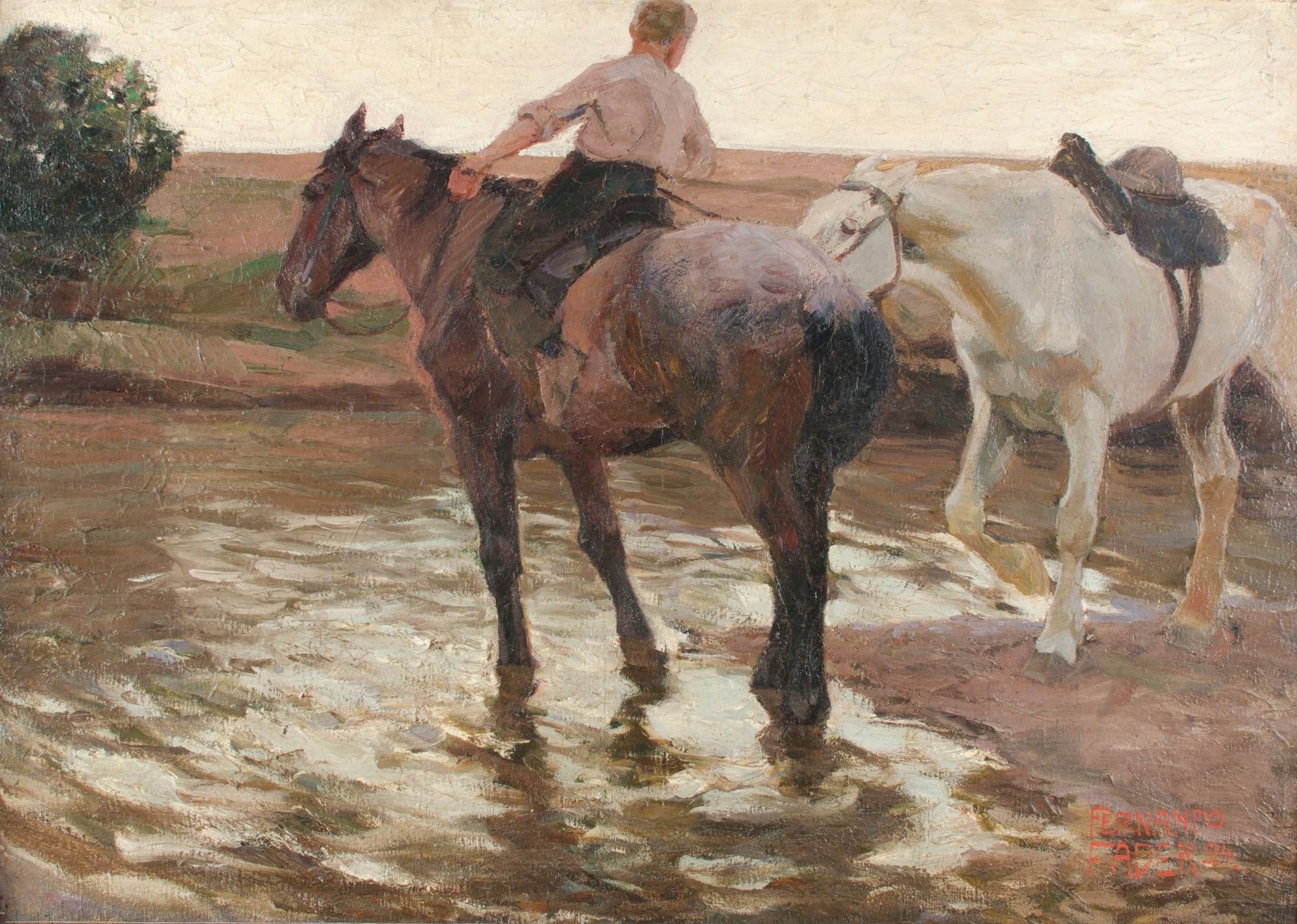
Лошади, 1904
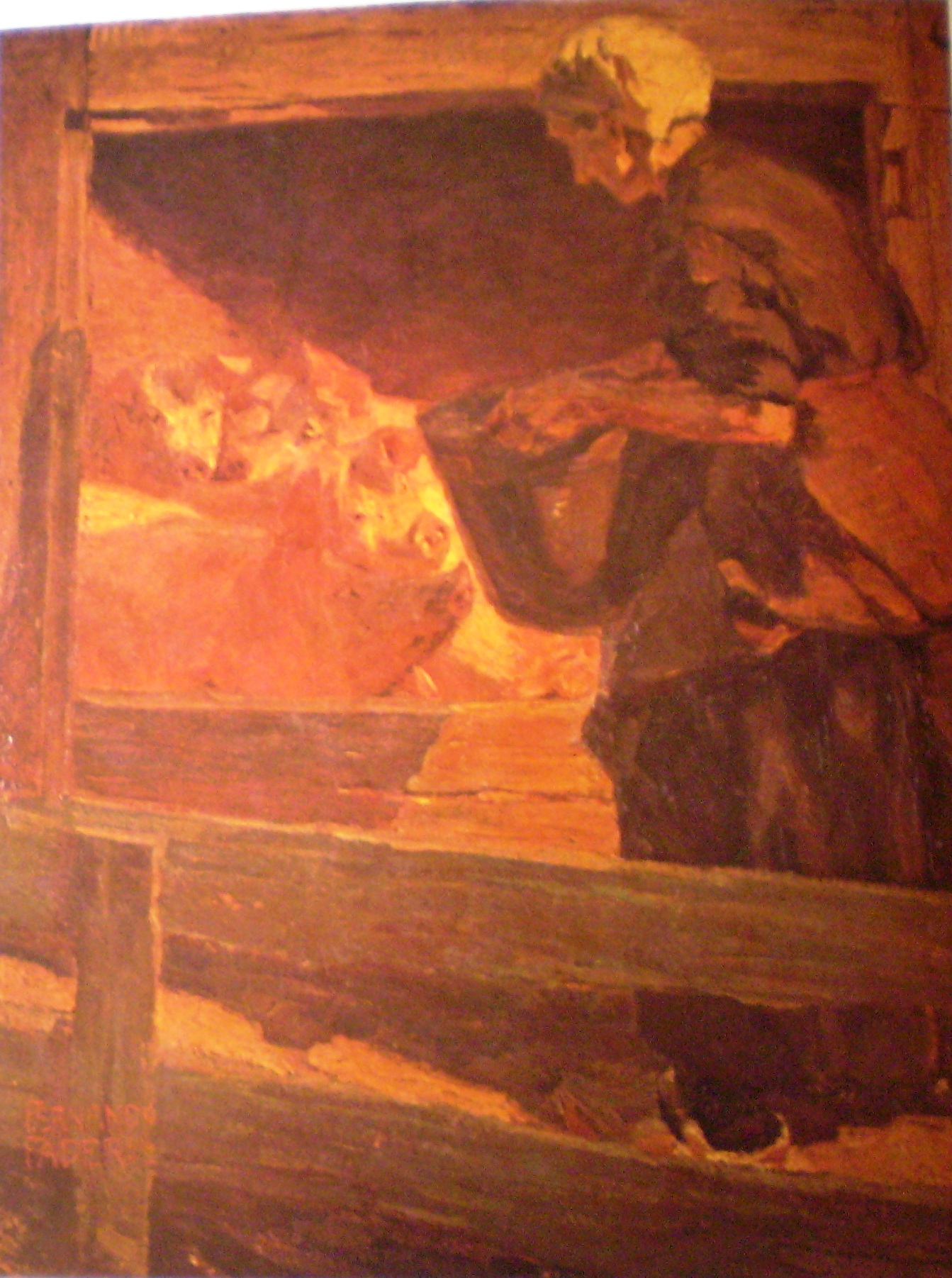
Кормление свиней, масло, 1904